# Inositolo 3-metiltransferasi
La inositolo 3-metiltransferasi è un enzima appartenente alla classe delle transferasi, che catalizza la seguente reazione:
S-adenosil-L-metionina + mio-inositolo ⇄ S-adenosil-L-omocisteina + 1D-3-O-metil-mio-inositolo